# جان رابيل
جان رابيل هي مدينة من مدن هايتي. يبلغ عدد سكانها 148,416 نسمة وذلك حسب إحصائيات سنة 2015. يبلغ ارتفاع المدينة عن سطح البحر قرابة 106 متر. تبلغ مساحتها 488.13 كم².